# GTUBE
GTUBE（英語：Generic Test for Unsolicited Bulk Email），是用以测试反垃圾邮件系统的68字节测试字符，尤其是基于SpamAssassin軟體。

## 内容
以下是测试字符的内容：
-{{{#parsoid\0fragment:0}}}-
并且需要写入符合RFC 5322标准的电邮信件中，不要有任何换行或空格。
这个测试有一些变种，尤其是NAItube（会推送可变重量的邮件）与GTphish（会明确触发钓鱼样邮件），这些测试被McAfee执行于SpamAssassin。

## 外部連結
- 官方网站